# Anneli Tisell
Anneli Helena Tisell, född Bergmark 20 april 1963 i Spånga, är författare till böckerna om Babblarna och ledare för arbetslaget på Hatten Förlag som utvecklar Babblarnas värld samt andra språkstimulerande material.
År 2001 började hon utveckla läromedel baserat på egna behov utifrån sin äldsta son med svårigheter i sin språkutveckling. Anneli har producerat TeckenHatten och skrivit Lilla boken om tecken, en faktabok om hur och varför man använder TAKK (tecken som alternativt och kompletterande kommunikation).
Tisell initierade Svenska Downföreningen tillsammans med andra föräldrar till barn med Downs syndrom 2002 och var därefter föreningens ordförande under fyra år.
2016 mottog hon Svenska Downföreningens UPP-pris för sina insatser för barn i behov av språkutveckling.